# Lijst van voetbalinterlands Costa Rica - Uruguay
Deze lijst van voetbalinterlands is een overzicht van alle officiële voetbalwedstrijden tussen de nationale teams van Costa Rica en Uruguay. De landen speelden tot op heden dertien keer tegen elkaar. De eerste ontmoeting, een vriendschappelijk duel, vond plaats op 4 februari 1990 in Miami (Verenigde Staten). Het laatste duel, eveneens een vriendschappelijke wedstrijd, werd gespeeld in San José op 31 mei 2024.

## Wedstrijden
| №  | Plaats     | Datum            | Competitie           | Wedstrijd            | Uitslag |
| -- | ---------- | ---------------- | -------------------- | -------------------- | ------- |
| 1  | Miami      | 4 februari 1990  | Vriendschappelijk    | Uruguay – Costa Rica | 2 – 0   |
| 2  | San José   | 14 mei 1991      | Vriendschappelijk    | Costa Rica – Uruguay | 0 – 1   |
| 3  | Montevideo | 2 augustus 1992  | Vriendschappelijk    | Uruguay – Costa Rica | 2 – 1   |
| 4  | Montevideo | 18 augustus 1999 | Vriendschappelijk    | Uruguay – Costa Rica | 5 – 4   |
| 5  | Medellín   | 16 juli 2001     | Copa América 2001    | Uruguay – Costa Rica | 1 – 1   |
| 6  | Armenia    | 22 juli 2001     | Copa América 2001    | Costa Rica – Uruguay | 1 – 2   |
| 7  | San José   | 14 november 2009 | WK 2010 kwalificatie | Costa Rica – Uruguay | 0 – 1   |
| 8  | Montevideo | 18 november 2009 | WK 2010 kwalificatie | Uruguay – Costa Rica | 1 – 1   |
| 9  | Fortaleza  | 14 juni 2014     | WK 2014              | Uruguay − Costa Rica | 1 − 3   |
| 10 | Montevideo | 13 november 2014 | Vriendschappelijk    | Uruguay – Costa Rica | 3 – 3   |
| 11 | San José   | 8 september 2015 | Vriendschappelijk    | Costa Rica – Uruguay | 1 – 0   |
| 12 | San José   | 6 september 2019 | Vriendschappelijk    | Costa Rica − Uruguay | 1 − 2   |
| 13 | San José   | 31 mei 2024      | Vriendschappelijk    | Costa Rica − Uruguay | 0 − 0   |

## Samenvatting
| Competitie        | Totaal gespeeld | Winst Costa Rica | Gelijk | Winst Uruguay | Doelsaldo Costa Rica – Uruguay |
| ----------------- | --------------- | ---------------- | ------ | ------------- | ------------------------------ |
| WK-eindronde      | 1               | 1                | 0      | 0             | 3 − 1                          |
| WK-kwalificatie   | 2               | 0                | 1      | 1             | 1 − 2                          |
| Copa América      | 2               | 0                | 1      | 1             | 2 − 3                          |
| Vriendschappelijk | 8               | 1                | 2      | 5             | 10 − 15                        |
| Totaal            | 13              | 2                | 4      | 7             | 16 − 21                        |

Wedstrijden bepaald door strafschoppen worden, in lijn met de FIFA, als een gelijkspel gerekend.

## Details

### Eerste ontmoeting
| Vriendschappelijk (Miami, Verenigde Staten, 4 februari 1990): |              | |
| Uruguay | 2 – 0        | Costa Rica |
| William Castro 6' Mauricio Montero 12' (e.d.) | goals        | |
| Oscar Tabárez | bondscoach   | Bora Milutinović |
| Fernando Álvez Jorge Miguel Gonçálvez Ruben Pereyra Hugo De León José Luis Pintos Saldanha Alfonso Domínguez Sergio Daniel Martínez 75' Santiago Ostolaza Daniel Fonseca 46' Pedro Pedrucci 85' William Castro | opstellingen | Jorge Hidalgo 46' Carlos Garro Mauricio Montero 22' Alexis Camacho Enrique Díaz Germán Chavarría Juan Cayasso Héctor Marchena 75' Marvin Obando Hernán Medford 58' Evaristo Coronado |
| Gabriel Cedrés 46' Johnny Miqueiro 75' Gabriel Correa 85' | wissels      | 22' Róger Flores 46' Vladimir Quesada 58' Leónidas Flores 75' Óscar Ramírez |
| | gele kaarten | ??' Óscar Ramírez |

### Tweede ontmoeting
| Vriendschappelijk (San José, Costa Rica, 14 mei 1991): |              | |
| Costa Rica | 0 – 1        | Uruguay |
| | goals        | 89' Gabriel Cedrés |
| Rolando Villalobos | bondscoach   | Pedro Ramón Cubilla |
| Alexis Rojas Vladimir Quesada Róger Flores Mauricio Montero 89' Erwin Salazar Héctor Marchena Ronald Gómez Eusebio Montero 69' Juan Arguedas 46' Claudio Jara Norman Gómez 58' | opstellingen | Fernando Álvez Guillermo Sanguinetti Eber Moas 18' Paolo Montero Daniel Sánchez 63' César Silvera Rubén Pereira 74' Henry López Báez 63' Sergio Daniel Martínez 63' Gustavo Ferreyra Víctor López |
| Roy Myers 46' Leónidas Flores 58' Óscar Ramírez 69' Paulo Wanchope 89' | wissels      | 18' Ruben Dos Santos 63' William Gutiérrez 63' Gabriel Cedrés 63' Álvaro Gutiérrez 74' Héctor Rodríguez Peña                                                                                      |
| - Debuut van Ruben dos Santos (Peñarol) en Héctor Rodríguez (Defensor Sporting Club) voor Uruguay.                                                                             |              | |

### Derde ontmoeting
| Vriendschappelijk (Montevideo, Uruguay, 2 augustus 1992): |              | |
| Uruguay | 2 – 1        | Costa Rica |
| Guillermo Sanguinetti 30' Adrián Paz 42' | goals        | 89' (pen.) Austin Berry |
| Luis Alberto Cubilla | bondscoach   | Héctor Núñez |
| Luis Barbat Guillermo Sanguinetti Fernando Kanapkis Daniel Sánchez Nelson Cabrera Marcelo Saralegui 82' Jorge Barrios Eber Moas 72' Walter Peletti Hugo Romeo Guerra Adrián Paz | opstellingen | Jorge Hidalgo Vladimir Quesada Benjamín Mayorga 46' Mauricio Montero 78' Enrique Díaz Ronald González 46' Tlow Randall 46' Luis Ardanáez Juan Arguedas 61' Rolando Fonseca Evaristo Coronado |
| Yubert Lemos 72' Diego Dorta 82' | wissels      | 46' Miguel Davis 46' Paul Mayorga 46' Austin Berry 61' Richard Smith 78' Óscar Ramírez |
| | gele kaarten | |
| Adrián Paz 54' | rode kaarten | |
| - Laatste interland van middenvelder Jorge Barrios (60ste); debuut van Yubert Lemos (Club Nacional) voor Uruguay.                                                               |              | |

### Vierde ontmoeting
| Vriendschappelijk (Montevideo, Uruguay, 18 augustus 1999): |              | |
| Uruguay | 5 – 4        | Costa Rica |
| Marcelo Otero 9' Fabián Coelho 30' Fabián O'Neill 50' Antonio Pacheco 54' Marcelo Otero 73'                                                                            | goals        | 8' Rónald Gómez 60' Rónald Gómez 68' Rolando Fonseca 74' Steven Bryce                                                                                                   |
| Daniel Passarella | bondscoach   | Francisco Maturana |
| Fabián Carini Martín Del Campo Alejandro Lembo Paolo Montero Gianni Guigou Marcelo Romero Juan González Fabián Coelho Fabián O'Neill Antonio Pacheco 62' Marcelo Otero | opstellingen | Erick Lonnis 78' Harold Wallace 78' Mauricio Wright Alexander Madrigal Austin Berry Roy Myers Walter Centeno Rolando Fonseca Wilmer López Roland Gómez 46' Allan Oviedo |
| Alvaro Recoba 62' | wissels      | 46' Steven Bryce 78' Víctor Cordero 78' Geovanni Jara |
| - Eerste duel onder leiding van de Argentijnse bondscoach Daniel Passarella, ’s lands eerste bondscoach zonder Uruguayaanse nationaliteit.                             |              | |

### Vijfde ontmoeting
| Copa América 2001 (Medellin, Colombia, 16 juli 2001): |              | |
| Uruguay | 1 – 1        | Costa Rica |
| Carlos Morales 53' | goals        | 28' Paulo Wanchope |
| Víctor Púa | bondscoach   | Alexandre Guimarães |
| Gustavo Munúa Carlos Díaz Gonzalo Sorondo Joe Bizera Christian Callejas Diego Pérez Andrés Martínez 51' Rodrigo Lemos 58' Carlos Morales 88' Alejandro Curbelo Richard Morales | opstellingen | Erick Lonnis Jervis Drummond Luis Antonio Marín Reynaldo Parks Gilberto Martínez Walter Centeno Mauricio Solís 57' Hernán Medford Carlos Castro Paulo Wanchope 76' Ronald Gómez |
| Jorge Anchén 51' Sebastián Eguren 58' Carlos Gutiérrez 88' | wissels      | 57' Rolando Fonseca 76' Steven Bryce |
| Christian Callejas 55' Gonzalo Sorondo 78' | gele kaarten | 53' Ronald Gómez 55' Paulo Wanchope |
| - Debuut van Alejandro Curbelo (Montevideo Wanderers) en Carlos Gutiérrez (CA River Plate Montevideo) voor Uruguay.                                                            |              | |

### Zesde ontmoeting
| Copa América 2001 (Armenia, Colombia, 22 juli 2001): |              | |
| Uruguay | 2 – 1        | Costa Rica |
| Rodrigo Lemos 61' (pen.) Pablo Lima 87' | goals        | 52' Paulo Wanchope |
| Víctor Púa | bondscoach   | Alexandre Guimarães |
| Gustavo Munúa Jorge Anchén Carlos Gutiérrez Gonzalo Sorondo Alejandro Curbelo Pablo Lima Diego Pérez Christian Callejas Rodrigo Lemos 90' Carlos María Morales 70' Richard Morales | opstellingen | Erick Lonnis Jervis Drummond Reynaldo Parks Luis Antonio Marín Gilberto Martínez Carlos Castro Mauricio Solís 69' Walter Centeno 65' Ronald Gómez Rolando Fonseca Paulo Wanchope |
| Ruben Olivera 70' Andrés Martínez 90' | wissels      | 65' Steven Bryce 69' Rodrigo Cordero |
| Christian Callejas 10' Carlos Morales 32' Gustavo Munúa 90' | gele kaarten | 26' Luis Antonio Marín 28' Mauricio Solis 32' Erick Lonnis 88' Paulo Wanchope |
| - Debuut van Rubén Olivera (Danubio FC) voor Uruguay. |              | |

### Zevende ontmoeting
| WK 2010 kwalificatie (San José, Costa Rica, 14 november 2009): |              | |
| Costa Rica | 0 – 1        | Uruguay |
| | goals        | 21' Diego Lugano |
| René Simões | bondscoach   | Oscar Tabárez |
| Keylor Navas Luis Marín 63' Gilberto Martínez 24' Esteban Sirias Roy Miller 77' Walter Centeno Randall Azofeifa Celso Borges Christian Bolaños Bryan Ruiz Álvaro Saborío | opstellingen | Fernando Muslera Diego Godín Mauricio Victorino Diego Lugano Álvaro González Álvaro Fernández Sebastián Eguren Álvaro Pereira 61' Nicolás Lodeiro Diego Forlán 80' Luis Suárez |
| Michael Umaña 24' Rolando Fonseca 63' Júnior Díaz 77' | wissels      | 61' Jorge Rodríguez 80' Sebastián Fernández |
| Walter Centeno 90' | gele kaarten | 34' Mauricio Victorino 42' Álvaro Fernández 55' Diego Godín 55' Luis Suárez |
| Randall Azofeifa ??', 53' | rode kaarten | |

### Achtste ontmoeting
| WK 2010 kwalificatie (Montevideo, Uruguay, 18 november 2009): |              | |
| Uruguay | 1 – 1        | Costa Rica |
| Sebastián Abreu 70' | goals        | 74' Walter Centeno |
| Oscar Tabárez | bondscoach   | René Simões |
| Fernando Muslera Diego Godín Maximiliano Pereira Diego Lugano Andrés Scotti 72' Diego Pérez Álvaro Pereira Sebastián Eguren Nicolás Lodeiro 84' Diego Forlán Luis Suárez 65' | opstellingen | Keylor Navas 69' Luis Marín Pablo Herrera Michael Umaña Roy Miller Júnior Díaz Walter Centeno 58' Celso Borges Christian Bolaños 64' Víctor Núñez Bryan Ruiz |
| Sebastián Abreu 65' Mauricio Victorino 72' Álvaro Fernández 84' | wissels      | 58' Michael Barrantes 64' Rolando Fonseca 69' Álvaro Saborío                                                                                                 |
| Diego Pérez 31' | gele kaarten | 15' Christian Bolaños 17' Roy Miller |

### Negende ontmoeting
| WK 2014 (Fortaleza, Brazilië, 14 juni 2014): |              | |
| Uruguay | 1 – 3        | Costa Rica |
| Edinson Cavani 24' (pen.) | goals        | 54' Joel Campbell 57' Óscar Duarte 84' Marco Ureña |
| Oscar Tabárez | bondscoach   | Jorge Luis Pinto |
| Fernando Muslera Diego Lugano Diego Godín Walter Gargano 60' Cristian Rodríguez 76' Diego Forlán 60' Christian Stuani Maximiliano Pereira Egidio Arévalo Edinson Cavani Martín Cáceres | opstellingen | Keylor Navas Giancarlo González Michael Umaña Celso Borges Óscar Duarte 89' Cristian Bolaños Joel Campbell 83' Bryan Ruiz Júnior Díaz Cristian Gamboa 74' Yeltsin Tejeda |
| Nicolás Lodeiro 60' Álvaro González 60' Abel Hernández 76' | wissels      | 74' José Miguel Cubero 83' Marco Ureña 89' Michael Barrantes |
| Diego Lugano 50' Walter Gargano 56' Martín Cáceres 81' | gele kaarten | |
| Maximiliano Pereira 90+4' | rode kaarten | |

### Tiende ontmoeting
| Vriendschappelijk (Montevideo, Uruguay, 13 november 2014): |                     | |
| Uruguay | 3 – 3               | Costa Rica |
| Luis Suárez 50' José María Giménez 64' Edinson Cavani 67' | goals               | 42' Álvaro Saborío 51' Bryan Ruiz 90' Johan Venegas |
| Luis Suárez Jonathan Rodríguez Gastón Ramírez Mathías Corujo Egidio Arévalo Álvaro Pereira Maximiliano Pereira Guzmán Pereira                                                                  | strafschoppen 6 – 7 | Celso Borges Bryan Ruiz Álvaro Saborío Giancarlo González Óscar Duarte Júnior Díaz Juan Bustos Cristian Gamboa                                                         |
| Oscar Tabárez | bondscoach          | Paulo Wanchope |
| Fernando Muslera Maximiliano Pereira Diego Godín José María Giménez Carlos Sánchez 80' Cristian Rodríguez 80' Álvaro Pereira Nicolás Lodeiro 68' Egidio Arévalo Luis Suárez Edinson Cavani 71' | opstellingen        | Keylor Navas Giancarlo González Cristian Gamboa Óscar Duarte Júnior Díaz 80' Yeltsin Tejeda Celso Borges Álvaro Saborío 57' David Ramírez Bryan Ruiz 86' Joel Campbell |
| Guzmán Pereira 68' Jonathan Rodríguez 71' Mathías Corujo 80' Gastón Ramírez 80' Martín Silva Gastón Silva Emiliano Velázquez Álvaro González Diego Rolán Abel Hernández Giorgian de Arrascaeta | wissels             | 57' Johan Venegas 80' Juan Bustos 86' Mayron George Jorge Lara Patrick Pemberton Dave Myrie Roy Miller Waylon Francis Luis Sequeira John Ruiz                          |
| | gele kaarten        | 22' Yeltsin Tejeda 58' Giancarlo González |
| - Debuut van Carlos Sánchez voor Uruguay. |                     | |

### Elfde ontmoeting
| Vriendschappelijk (San José, Costa Rica, 8 september 2015): |              | |
| Costa Rica | 1 – 0        | Uruguay |
| Bryan Ruiz 9' | goals        | |
| Óscar Ramírez | bondscoach   | Oscar Tabárez |
| Esteban Alvarado Johnny Acosta Giancarlo González Cristian Gamboa 57' Óscar Duarte 46' Celso Borges 80' Yeltsin Tejeda 63' Ronald Matarrita 57' Johan Venegas 70' Bryan Ruiz Joel Campbell | opstellingen | Martín Silva Mathías Corujo Martín Cáceres Diego Godín José María Giménez 78' Egidio Arévalo 73' Carlos Sánchez 46' Camilo Mayada 37' Álvaro González 37' Diego Rolán 62' Jonathan Rodríguez    |
| Júnior Díaz 46' Dave Myrie 57' Waylon Francis 57' Ariel Rodríguez 63' Marco Ureña 70' David Guzmán 80' Patrick Pemberton Francisco Calvo Deyver Vega Daniel Colindres                      | wissels      | 37' Brian Lozano 37' Nahitan Nández 46' Cristhian Stuani 62' Michael Santos 73' Giorgian De Arrascaeta 78' Maximiliano Pereira Fernando Muslera Sebastián Coates Álvaro Pereira Nicolás Lodeiro |
| Ronald Matarrita 51' Joel Campbell 55' Johnny Acosta 90' | gele kaarten | 73' Martín Cáceres |
| - Debuut van Michael Santos (River Plate FC) en Nahitan Nández (CA Peñarol) voor Uruguay.                                                                                                  |              | |

FEDEFUTBOL · A-internationals · Selecties · Bondscoaches · Costa Ricaans vrouwenelftal · Costa Rica U21 · Costa Rica U20 · Costa Rica U19 · Costa Rica U18 · Costa Rica U17
1920 – 1949 ·
1950 – 1969 ·
1970 – 1979 ·
1980 – 1989 ·
1990 – 1999 ·
2000 – 2009 ·
2010 – 2019 ·
2020 − 2029
Copa América 1997 · 
Copa América 2001 · 
Copa América 2004 · 
Copa América 2011 · 
Copa América 2016
WK 1990 · 
WK 2002 · 
WK 2006 · 
WK 2014 · 
WK 2018
OS 1980 · 
OS 1984 · 
OS 2004
1921 · 
1922–1929 · 
1930 · 
1931–1934 · 
1935 · 
1936–1937 · 
1938 · 
1939 · 
1940 · 
1941 · 
1942 · 
1943 · 
1944–1945 · 
1946 · 
1947 · 
1948 · 
1949 · 
1950 · 
1951 · 
1952 · 
1953 · 
1954 · 
1955 · 
1956 · 
1957 · 
1958 · 
1959 · 
1960 · 
1961 · 
1962 · 
1963 · 
1964 · 
1965 · 
1966 · 
1967 · 
1968 · 
1969 · 
1970 · 
1971 · 
1972 · 
1973 · 
1974–1975 · 
1976 · 
1977–1978 · 
1979 · 
1980 · 
1981–1982 · 
1983 · 
1984 · 
1985 · 
1986 · 
1987 · 
1988 · 
1989 · 
1990 · 
1991 · 
1992 · 
1993 · 
1994 · 
1995 · 
1996 · 
1997 · 
1998 · 
1999 · 
2000 · 
2001 · 
2002 · 
2003 · 
2004 · 
2005 · 
2006 · 
2007 · 
2008 · 
2009 · 
2010 · 
2011 · 
2012 · 
2013 · 
2014 · 
2015 · 
2016 · 
2017 ·
2018 ·
2019 ·
2020 ·
2021 ·
2022 ·
2023 ·
2024
Argentinië ·
Aruba ·
Australië ·
Barbados ·
België ·
Belize ·
Bermuda ·
Bolivia ·
Bosnië en Herzegovina ·
Brazilië ·
Canada ·
Chili ·
China ·
Colombia ·
Cuba ·
Curaçao ·
Dominicaanse Republiek ·
Duitsland ·
Ecuador ·
El Salvador ·
Engeland ·
Finland ·
Frankrijk ·
Grenada ·
Griekenland ·
Guatemala ·
Guyana ·
Haïti ·
Honduras ·
Hongarije ·
Ierland ·
Iran ·
Italië ·
Jamaica ·
Japan ·
Joegoslavië ·
Kameroen ·
Marokko ·
Mexico ·
Nederland ·
Nederlandse Antillen ·
Nicaragua ·
Nieuw-Zeeland ·
Nigeria ·
Noord-Ierland ·
Noorwegen ·
Oekraïne ·
Oezbekistan ·
Oman ·
Oostenrijk ·
Panama ·
Paraguay ·
Peru ·
Polen ·
Puerto Rico ·
Qatar ·
Rusland ·
Saint Kitts en Nevis ·
Saint Vincent en de Grenadines ·
Saoedi-Arabië ·
Schotland ·
Servië ·
Slowakije ·
Sovjet-Unie ·
Spanje ·
Suriname ·
Trinidad en Tobago ·
Tsjechië ·
Tsjecho-Slowakije ·
Tunesië ·
Turkije ·
Uruguay ·
Venezuela ·
Verenigde Arabische Emiraten ·
Verenigde Staten ·
Wales ·
Zuid-Afrika ·
Zuid-Korea ·
Zweden ·
Zwitserland
Brazilië (2018) ·
China (2002) · 
Duitsland (2006) · 
Ecuador (2006) · 
Engeland (2014) · 
Griekenland (2014) · 
Italië (2014) ·
Nederland (2014) · 
Polen (2006) · 
Servië (2018) ·
Spanje (2022) ·
Turkije (2002) · 
Uruguay (2014) ·
Zwitserland (2018)
AUF · A-internationals · Selecties · Bondscoaches · Uruguayaans vrouwenelftal · Olympisch elftal · Uruguay U21 · Uruguay U20 · Uruguay U19 · Uruguay U18 · Uruguay U17
1900 – 1909 ·
1910 – 1919 ·
1920 – 1929 ·
1930 – 1939 ·
1940 – 1949 ·
1950 – 1959 ·
1960 – 1969 ·
1970 – 1979 ·
1980 – 1989 ·
1990 – 1999 ·
2000 – 2009 ·
2010 – 2019 ·
2020 – 2029
WK 1930 · 
WK 1950 · 
WK 1954 · 
WK 1962 · 
WK 1966 · 
WK 1970 ·
WK 1974 · 
WK 1986 · 
WK 1990 · 
WK 2002 · 
WK 2010 · 
WK 2014 · 
WK 2018
OS 1924 · 
OS 1928 ·
OS 2012
1902 · 
1903 · 
1904 · 
1905 · 
1906 · 
1907 · 
1908 · 
1909 ·
1910 · 
1911 · 
1912 · 
1913 · 
1914 · 
1915 · 
1916 · 
1917 · 
1918 · 
1919 ·
1920 · 
1921 · 
1922 · 
1923 · 
1924 · 
1925 · 
1926 · 
1927 · 
1928 · 
1929 ·
1930 · 
1931 · 
1932 · 
1933 · 
1934 · 
1935 · 
1936 · 
1937 · 
1938 · 
1939 ·
1940 · 
1941 · 
1942 · 
1943 · 
1944 · 
1945 · 
1946 · 
1947 · 
1948 · 
1949 ·
1950 · 
1951 · 
1952 · 
1953 · 
1954 · 
1955 · 
1956 · 
1957 · 
1958 · 
1959 ·
1960 · 
1961 · 
1962 · 
1963 · 
1964 · 
1965 · 
1966 · 
1967 · 
1968 · 
1969 ·
1970 · 
1971 · 
1972 · 
1973 · 
1974 · 
1975 · 
1976 · 
1977 · 
1978 · 
1979 ·
1980 · 
1981 · 
1982 · 
1983 · 
1984 · 
1985 · 
1986 · 
1987 · 
1988 · 
1989 ·
1990 ·
1991 · 
1992 · 
1993 · 
1994 · 
1995 · 
1996 · 
1997 · 
1998 · 
1999 · 
2000 · 
2001 · 
2002 · 
2003 · 
2004 · 
2005 · 
2006 · 
2007 · 
2008 · 
2009 · 
2010 · 
2011 · 
2012 · 
2013 · 
2014 · 
2015 · 
2016 ·
2017 ·
2018 ·
2019 ·
2020 ·
2021 ·
2022 ·
2023 ·
2024
Algerije ·
Angola ·
Argentinië ·
Australië ·
België ·
Bolivia ·
Brazilië ·
Bulgarije ·
Canada ·
Chili ·
China ·
Colombia ·
Costa Rica ·
Cuba ·
DDR ·
Denemarken ·
Duitsland ·
Ecuador ·
Egypte ·
Engeland ·
Estland ·
 Finland ·
Frankrijk ·
Georgië ·
Ghana ·
Guatemala ·
Haïti ·
Honduras ·
Hongarije ·
Ierland ·
India ·
Indonesië ·
Irak ·
Iran ·
Israël ·
Italië ·
Ivoorkust ·
Jamaica ·
Japan ·
Joegoslavië ·
Jordanië ·
Libië ·
Luxemburg ·
Maleisië ·
Mexico ·
Marokko ·
Nederland ·
Nicaragua ·
Nieuw-Zeeland ·
Nigeria ·
Noord-Ierland ·
Noorwegen ·
Oekraïne ·
Oezbekistan ·
Oman ·
Oostenrijk ·
Panama ·
Paraguay ·
Peru ·
Polen ·
Portugal ·
Roemenië ·
Rusland ·
Saarland ·
Saoedi-Arabië ·
Schotland ·
Senegal ·
Servië & Montenegro ·
Singapore ·
Slovenië ·
Sovjet-Unie ·
Spanje ·
Tahiti ·
Thailand ·
Trinidad en Tobago · 
Tsjechië ·
Tsjecho-Slowakije ·
Tunesië · 
Turkije ·
Venezuela ·
Verenigde Arabische Emiraten ·
Verenigde Staten ·
Wales ·
Zuid-Afrika ·
Zuid-Korea ·
Zweden ·
Zwitserland
Argentinië (1986) ·
België (1990) ·
Brazilië (1950) · 
Colombia (2014) ·
Costa Rica (2014) ·
Denemarken (1986) ·
Denemarken (2002) ·
Duitsland (2010) ·
Egypte (2018) ·
Engeland (2014) ·
Frankrijk (2002) ·
Frankrijk (2010) ·
Frankrijk (2018) ·
Ghana (2010) ·
Italië (1990) ·
Italië (2014) ·
Mexico (2010) ·
Nederland (1974) ·
Nederland (2010) ·
Portugal (2018) ·
Rusland (2018) ·
Saoedi-Arabië (2018) ·
Schotland (1986) ·
Senegal (2002) ·
Spanje (1990) ·
West-Duitsland (1986) ·
Zuid-Afrika (2010) ·
Zuid-Korea (1990) ·
Zuid-Korea (2010)